# 肝花雞卷
肝花雞卷是一道潮州菜，把雞肝，肥豬肉、豬網油捲成卷狀，蒸熟後炸香而成。